# Autószalon

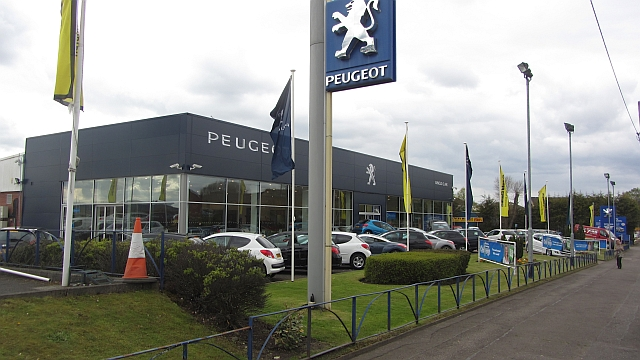

Az autószalon általában egy adott autómárka hivatalos képviseletében autók értékesítését végző autókereskedés épülete, ahol a kiállított modellek megtekinthetőek. A márkakereskedés autószalonja nagyobb eladótérrel rendelkezik, annak érdekében, hogy az autók az eladótérben elférhessenek.
A német nyelvterületen „Autohaus”, magyarra fordítva autóház a használatos kifejezés, míg angolul a „car showroom”, szó szerinti fordítás alapján autó-bemutatóterem az elterjedt. A magyar nyelvben az autószalon értendő még különböző nemzetközi, évente megrendezésre kerülő autó kiállításokra is, például Genfi Autószalon.

## Általános ismertető
Az autószalon az autókereskedés része és sokszor azzal azonos tartalommal is bír. A különbség abban mutatkozik meg leginkább, hogy a szalonban szinte kizárólag új autókat forgalmaznak és állítanak ki, míg egy hagyományos autókereskedés foglalkozhat csak használtautók forgalmazásával és ahhoz nem szükséges külön épületben bemutatni, tárolni az eladásra kínált autókat. Az autószalonokat fenntartó autókereskedések is forgalmazhatnak használt gépjárműveket.

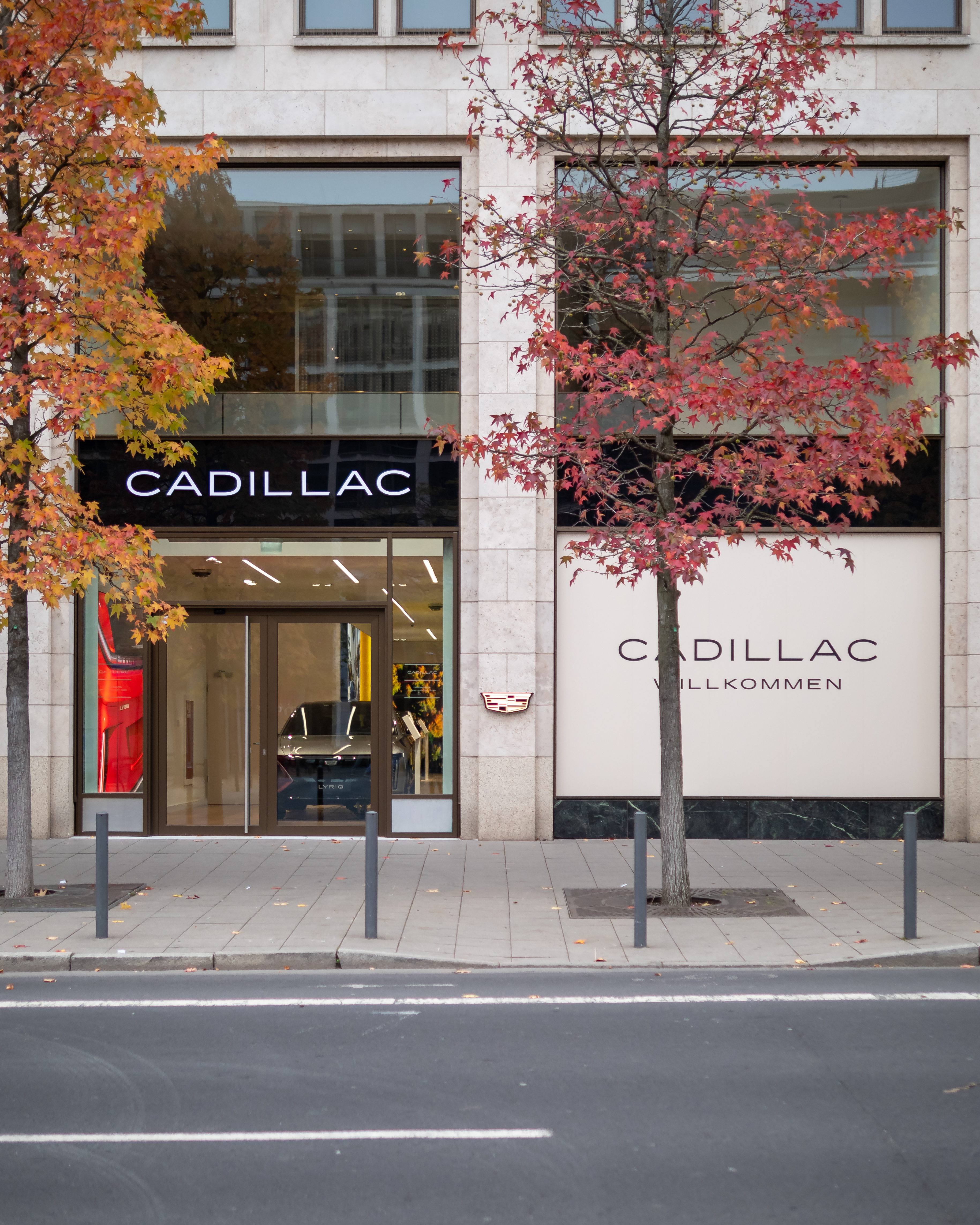
Cadillac szalon, Frankfurtban

A kiállított gépjárművek között többnyire egy autómárka modelleknek széles választéka megtalálható, amiket az érdeklődők és vevők nem csak megtekinthetnek, de adott esetben ki is próbálhatnak, továbbá széleskörű felvilágosítást kapnak a gépjárművekkel és értékesítéssel kapcsolatban. Az egyes típusokról katalógusok, szórólapok is rendelkezésre állnak, az autószalon munkatársai, értékesítők pedig a gyártmányok, típusok vonatkozásában a műszaki tartalom, választék, extrák mellett felvilágosítással szolgálnak a finanszírozás, fizetési feltételek, szállítási határidőkre vonatkozóan is. Az autószalon út vagy utca felé eső része általában nagyobb méretű üvegkirakattal rendelkezik. Az ingatlan ügyfelek által látható része az eladótér, de a legtöbb épület esetében márkaszerviz miatt a szalonhoz az autók karbantartási (garanciális szerviz) és javítási feladatok elvégzéséhez tartozik még műhely, raktár, mosó, irodai rész is. A luxus márkák esetében vannak olyan szalonok, amelyek a városok legfrekventáltabb helyein, legdrágább utcáiban találhatóak, ezek esetében az adott helyen csak bemutatóterek vannak. Az ilyen szalonok kirakatai sokszor a sétálók által használt járdák mellett vannak, csakúgy mint más üzletek kirakatai.

Az autókereskedések, így az autószalonok is az autóiparban az értékesítési és marketingfolyamatok kulcsfontosságú részét képezik. Elsősorban az autógyártókkal és importőrökkel leszerződött kereskedő partnerek működtetik. Arra is van példa, hogy egy kereskedés több autómárkával is foglalkozik, ez abban az esetben jellemző, ha az autógyártó cégcsoporthoz eleve több autómárka tartozik.

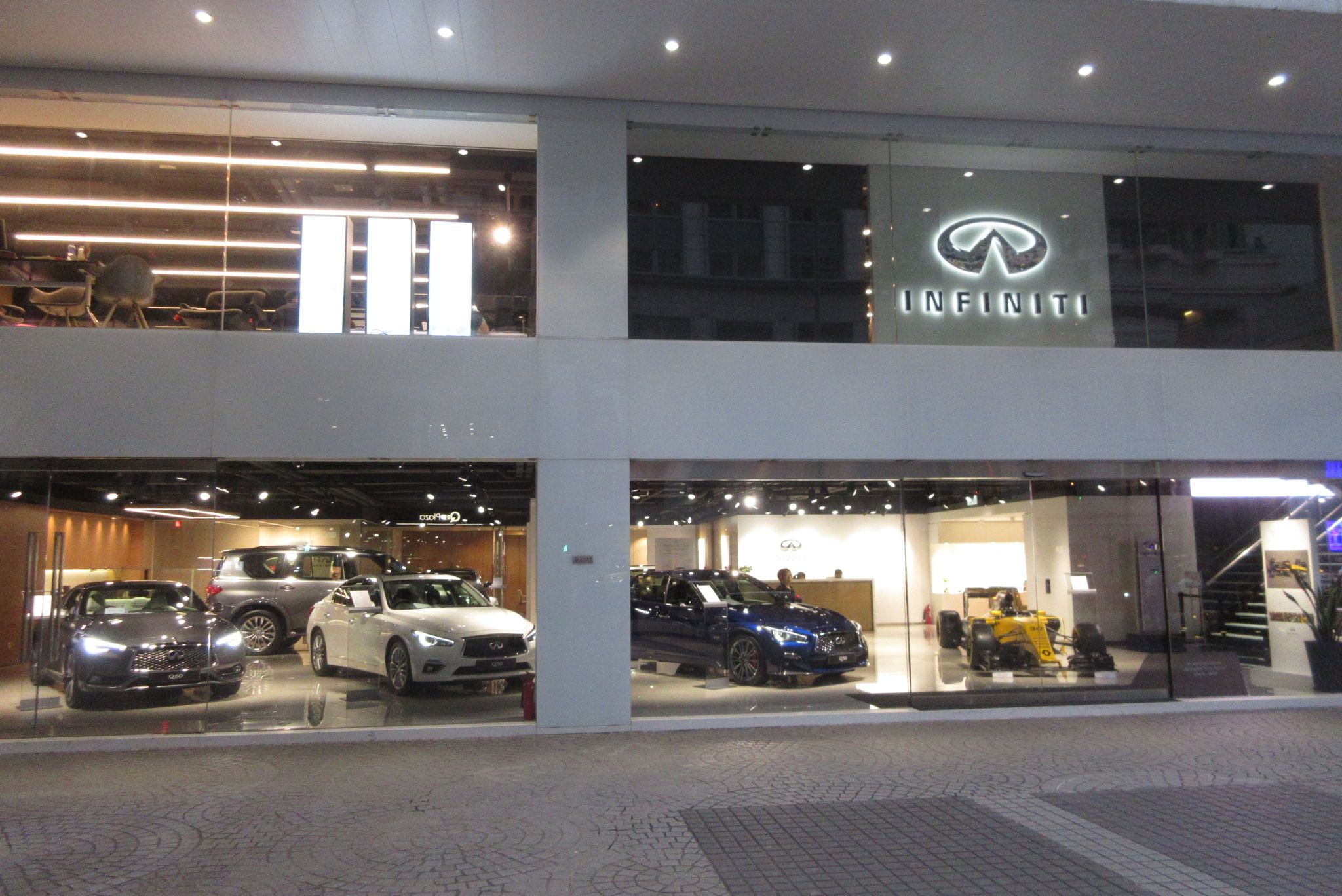
Hong Kong-ban szalon
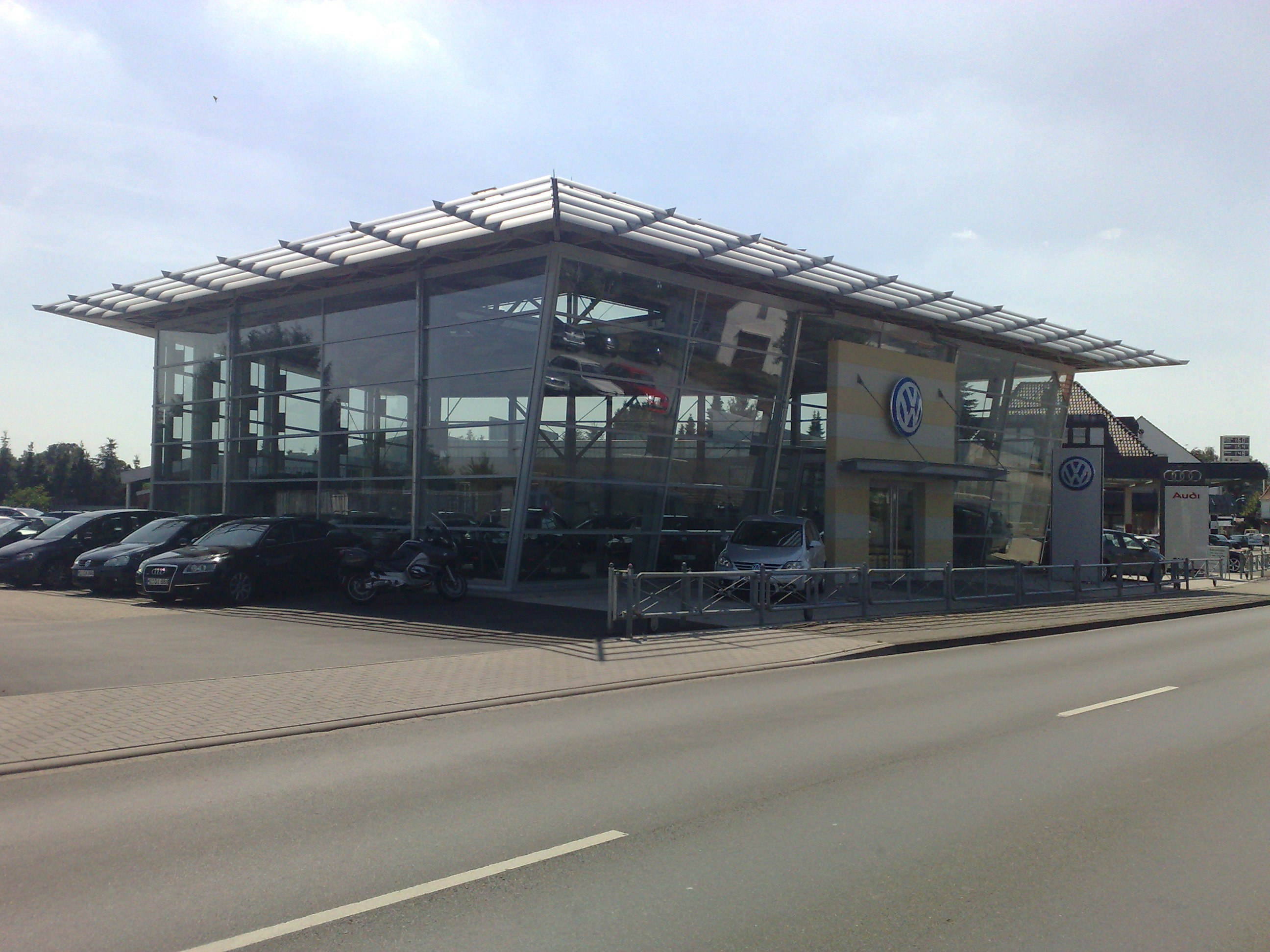
Autószalon épület Németországban
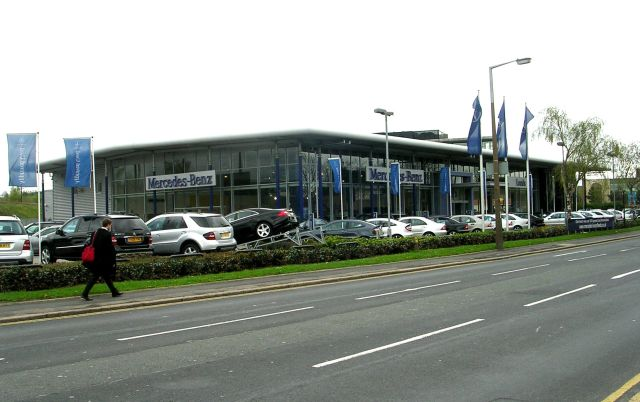
Mercedes szalon
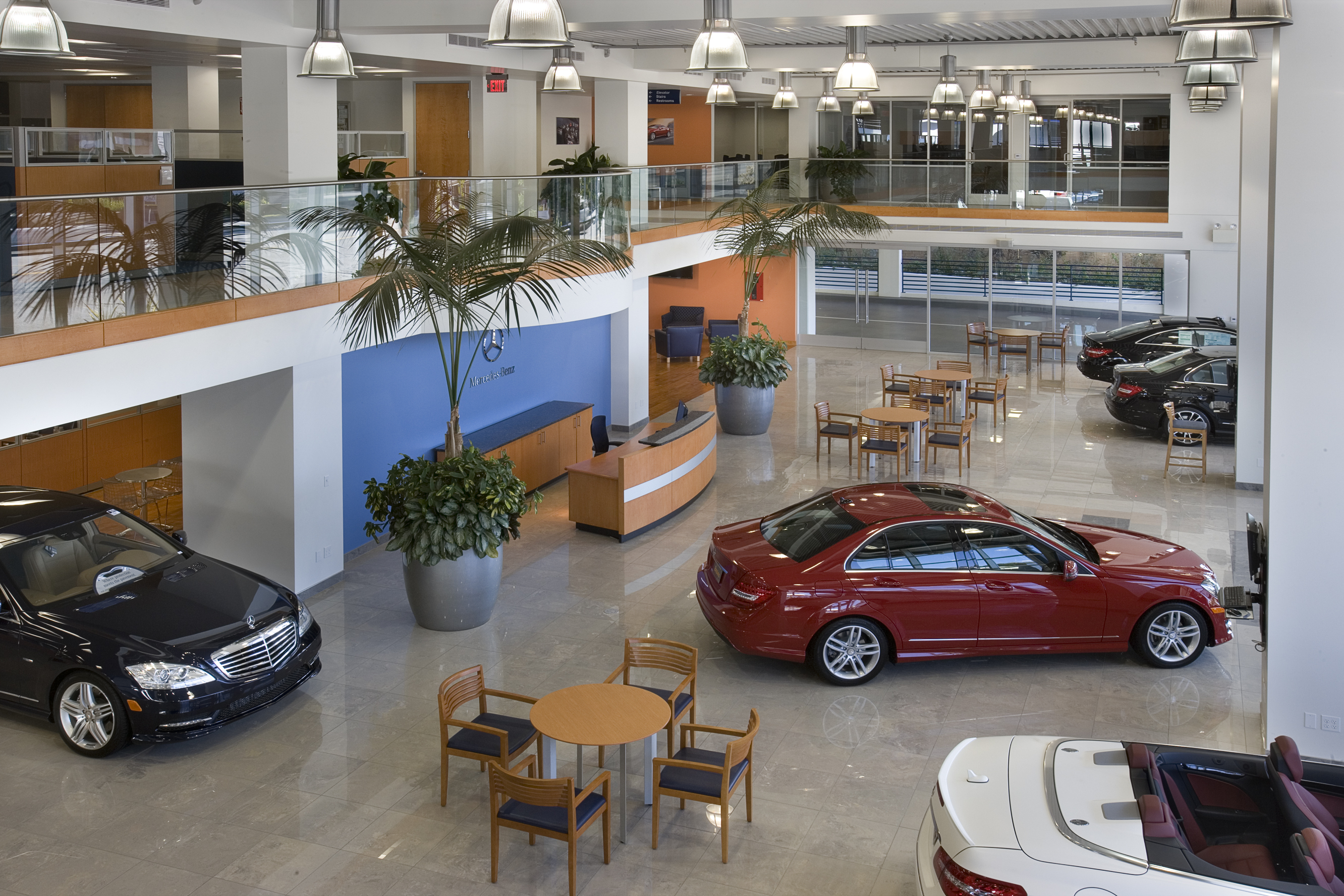
Mercedes szalon belülről (2012)
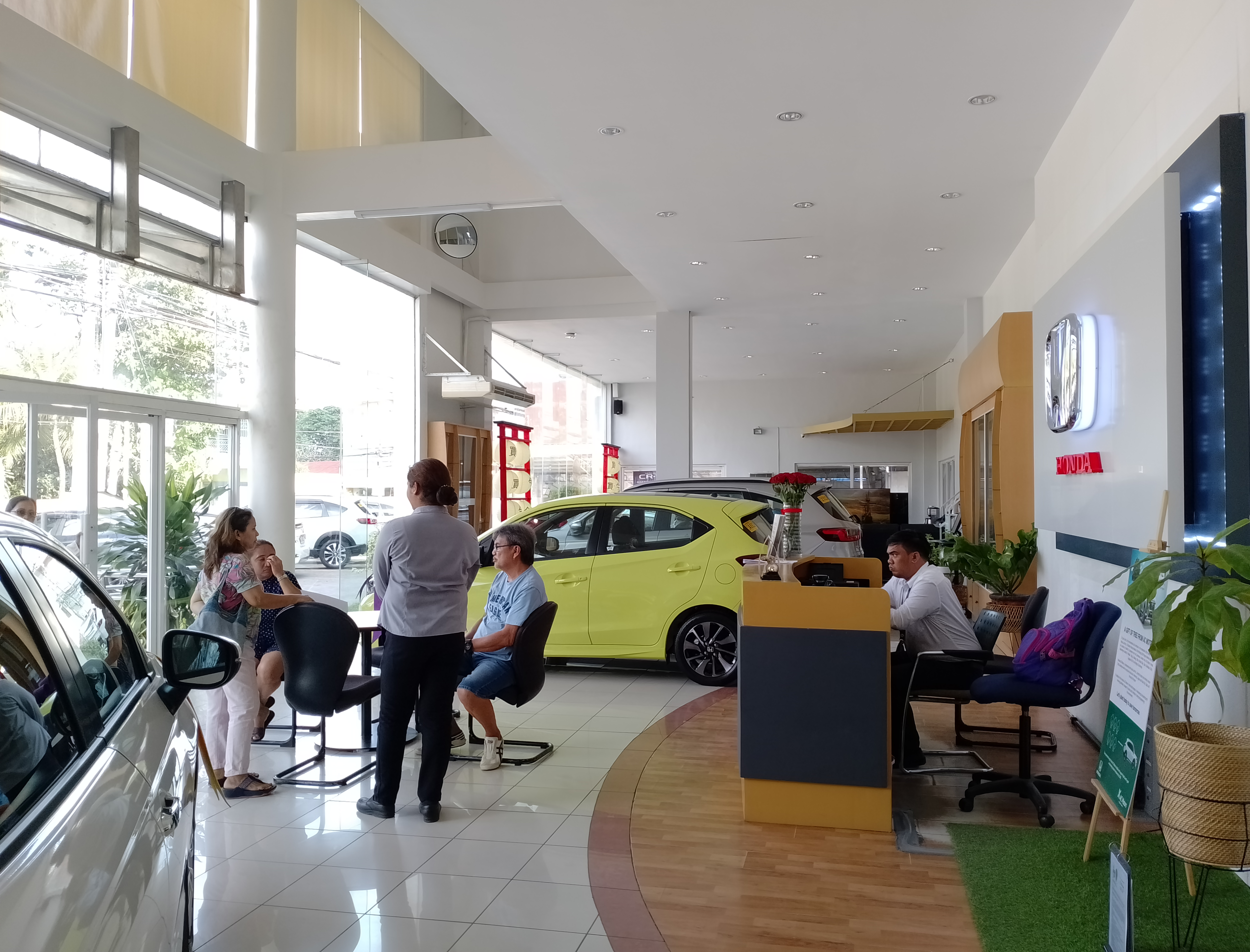
Egy Honda szalon ügyféltérrel

## Történeti áttekintés

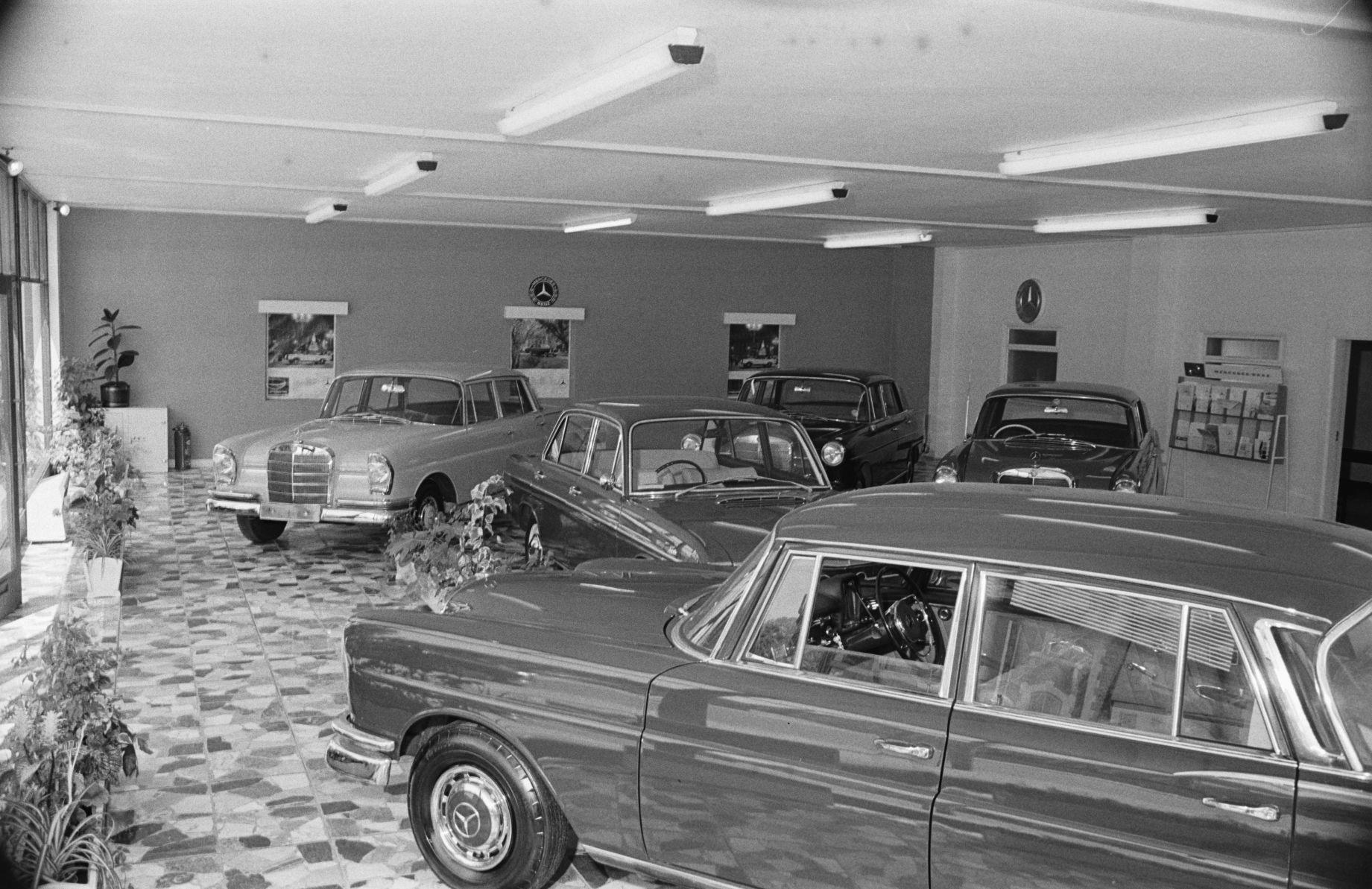
Mercedes szalon (1966)

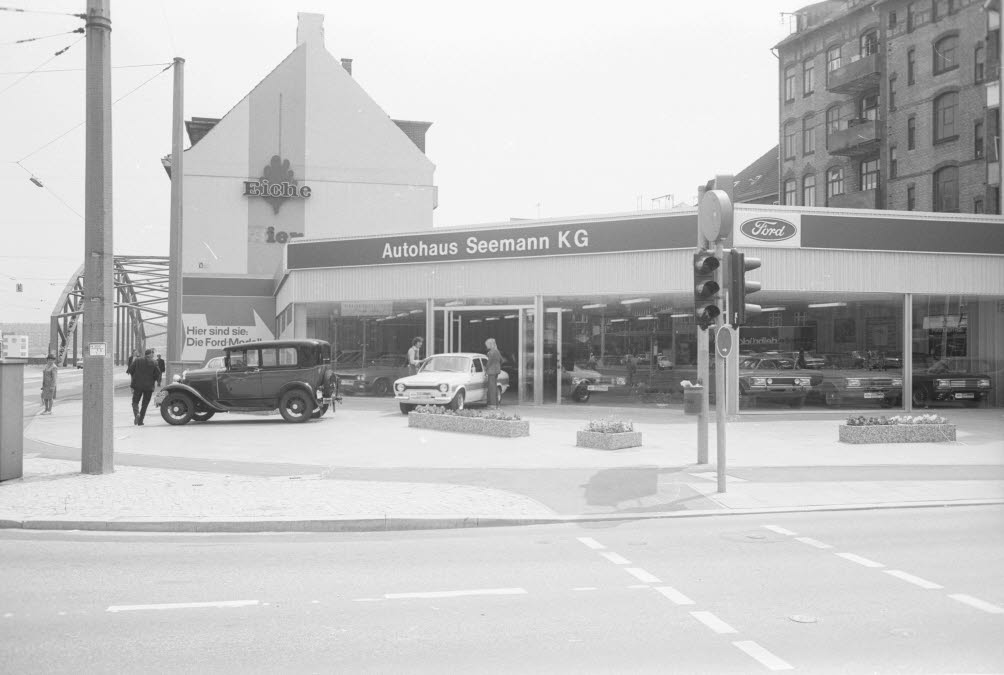
Ford autószalon (NSZK, 1973)

Az autók értékesítésének története egybeesik a gyártásuk történetével. A világ első autószalonja az 1890-es évek végén nyílt meg Európában, Párizsban. Az Egyesült Államok az amerikai gyártmányok (Ford, Chevrolet, stb.) által kiemelkedett a többi országtól. Az 1920-as évekre az autókereskedések a világ legtöbb fejlett nagyvárosában elterjedtek. Az 1920-as évektől az 1940-es évekig az autószalonok nagyobbak és kidolgozottabbak lettek, fényűző belső terekkel, légkondicionálóval, az ügyfelek részére társalgókkal. Az 1950-es évekre a fejlett országokban az autószalonok még kifinomultabbá váltak, hatalmas üvegablakokkal, díszes világítással, néhányban forgó emelvényeken mutatták be a legújabb modelleket. Az 1960-as évektől az 1980-as évekig a bemutatótermek nagyobbak és specializáltabbak lettek, a 3S (Sales- értékesítés, Service- szerviz és Spare parts- alkatrészek) területekkel. Az 1980-as és 1990-es évek vége között az autószalonok sajátos jellemzője volt a szakkereskedések megjelenése. Sok autógyártó kezdett olyan márkakereskedéseket létrehozni, amelyek bizonyos autótípusokra, például luxusautókra, sportautókra specializálódtak. A versenyben való helytállás érdekében az autószalonoknak ügyfélközpontúbbá kellett válniuk, személyre szabottabb kiszolgálást és szélesebb körű termékismeretet kellett nyújtaniuk. 
Az internet használatának elterjedésével az autószalonok működése is változik. Az ügyfelek ma már online nézhetnek utána az egyes modelleknek, összehasonlíthatják az árakat és a tulajdonságokat, és akár meg is vásárolhatják az autókat anélkül, hogy bemennének egy bemutatóterembe.

## Autószalonok Magyarországon
Magyarországon az 1960-as évektől a rendszerváltásig a Merkur vállalat forgalmazta az új gépjárműveket. Autószalonokat hoztak létre, hogy az érdeklődők megtekinthessék a modelleket. Az első ilyen autószalon Budapesten 1960-ban a Népköztársaság útján (jelenleg Andrássy út) nyílt meg. 1963. május 24-én nyílt meg a Lenin körút 77. szám alatt (ma Erzsébet körúton) az újabb autószalon, ahol a Moszkvics és Skoda típusokat mutatták be. További autószalon működött Budapesten a Martinelli téren (jelenleg Szervita téren) is, valamint Pécsett és Zalaegerszegen. 
Az 1990-es évek elejétől kezdődött az igazi változás, amikor a különböző autókereskedők elkezdték forgalmazni az addig szinte elérhetetlen nyugati típusokat. Az 1990-es évek első felében az országban sorra nyíltak meg a márkakereskedések, autószalonok. A cégek nevei sokszor tartalmazzák a márka, a céget alapító család, vagy a település nevét, ahol megtalálható. Az interneten több oldalon is információkat lehet találni (www.autoszalonok.hu) az autószalonokról és márkakereskedésekről, település és autómárkák szerint is.

## Különlegesség
- A Johannesburgban található Porsche Centre a legnagyobb, 2008-ban készült el, 250 embert foglalkoztat és közel 27 870.900 négyzetméteres területet foglal el. A tipikus értékesítési és szervizhelyiségek mellett edzőterem is van, továbbá 70 férőhelyes előadótermet is magába foglal, amit jellemzően a munkatársak képzésére használnak.[5]
- Dubajban 2016-ban nyílt meg világ legnagyobb Bentley-szalonja, 7000 négyzetméteren, hat szinten.[6]
- A Bugatti márka 2017-ben Dubajban nyitotta meg a legnagyobb szalonját.[7]
- A Skoda 2021-ben szintén Dubajban nyitotta meg a legnagyobb méretű szalonját, amely 1200 négyzetméteres.[8]
- Szaúd-Arábia Dzsidda városában 2018-ban nyílt meg egy olyan autószalon nőknek, ahol csak női munkatársak álltak a vevők részére rendelkezésre. Az országban ekkor törölték el a nők autóvezetési tilalmát.[9]
- Szintén 2018-ban nyílt meg az Egyesült Államok Pennsylvania Államának egyik üzletközpontban egy olyan Mercedes-szalon, amely kifejezetten gyerekeknek készült. A kiállított modellek méretükben a gyerekekhez igazodtak.[10]
- A világ legnagyobb autókereskedelmi épülete 2019-ben a Dél-Koreában található Suwonban a Deutsch AutoWorld nevű, 167 046,32 négyzetméteren elterülő bemutatóterült volt.[11]
- A Wolfsburgban található Autostadt a Volkswagen élményparkja, ami látogatói attrakció is. Két 20 emeletes üvegtorony ad otthont a bemutatóteremnek, ahol 800 új VW autó várja a kiszállítást. Minden egyes autót egy csúcstechnológiás földalatti szállítószalag szállít a tornyokba a közeli gyártóüzemből. Egy óriási robotkar emeli be az autókat a kijelölt helyükre.[12]
- A párizsi Champs-Élysées sugárúton található Citroën bemutatótermében az emeleteken felfelé haladva hét forgó emelvény található, amelyek mindegyike egy-egy klasszikus Citroen-dizájnt mutat be az idők során.[12]

## A jövő irányvonalai
Az autóipari kiskereskedelem jelentős átalakuláson ment keresztül a technológiai fejlődés és a változó fogyasztói preferenciák miatt, ami arra kényszerítette a kereskedőket, hogy alkalmazkodjanak az új helyzethez.
A három fő újítás, amelyeket már használnak:
- App-alapú bemutatótermek: Ezek lehetővé teszik az ügyfelek számára, hogy egy virtuális bemutatótermet látogassanak meg okostelefonjukon vagy tabletjükön keresztül, kiválasszanak egy márkát, modellt, évet és megnézzék minden szögből, belülről és kívülről
- A kiterjesztett/augmentált valóság: Az okostelefonon vagy táblagép segítségével digitális tartalmat helyez el valós környezetben. A digitális kép méretezhető, így egy autó kisméretű modelljét lehet egy asztallapra vetíteni, vagy megnézni, hogyan mutatna egy teljes méretű autó egy üres garázsban.
- Virtuális valóság: Egy headset használatával az ügyfelek egy teljesen magával ragadó virtuális bemutatóterembe léphetnek, amely úgy néz ki és olyan, mint a valóság, mintha valóban ott lennének. Az Audi például a virtuális valóság technológiát fizikai bemutatótermekkel kombinálja.[1]